# SK Cēsis
Le SK Cēsis est un club letton féminin de basket-ball de la ville de Cēsis appartenant à l'élite du championnat letton, mais également au championnat lituanien. 

## Historique
Depuis 2006, le club évolue aux premiers rôles du championnat de Lettonie : 3e en 2006, 3e en 2007, 1er en 2008, 2e en 2009, 2e en 2010, 7e en 2011, 2e en 2012, 1er en 2013, 1er en 2014 lors de la saison régulière. Le club est sacré champion en 2009, 2012 et 2013.

## Palmarès
- Championnat de Lettonie : 2009, 2012, 2013

## Effectif 2013-2014
| Numéro | Nom               | Née le          | Taille | Nationalité | Poste      |
| 5      | Sigita Dzarcane   | 1995            | 1,82 m | Lettonie    | Ailière    |
| 6      | Liene Priede      | 1990            | 1,78 m | Lettonie    | Arrière    |
| 7      | Ieva Vitola       | 1985            | 1,87 m | Lettonie    | Intérieure |
| 9      | Renate Gasina     | 1994            | 1,71 m | Lettonie    | Arrière    |
| 11     | Liene Bernsone    | 1985            | 1,85 m | Lettonie    | Intérieure |
| 13     | Aija Brumermane   | 17 octobre 1986 | 1,91 m | Lettonie    | Pivot      |
| 14     | Zane Lapsina      | 1983            | 1,74 m | Lettonie    | Arrière    |
| 15     | Kristine Silaraja | 1987            | 1,72 m | Lettonie    | Arrière    |
| 31     | Jessica Moore     | 1982            | 1,91 m | États-Unis  | Intérieure |
| 32     | Ieva Jansone      | 1982            | 1,80 m | Lettonie    | Arrière    |
| 41     | Zane Jakobsone    | 1985            | 1,80 m | Lettonie    | Ailière    |

Entraîneur : Armands Kraulins
Riga remporte le championnat letton 2014 par 3 victoires à 2 contre SK Cesis, ainsi que le championnat letto-estonien toujours face à cesis.